# Nguyễn Xuân
Nguyễn Xuân (chữ Hán: 阮春; 13/4/ Giáp Ngọ – 14/12 năm Minh Mạng 16 1835) là một tướng lĩnh nhà Nguyễn trong lịch sử Việt Nam.

## Sự nghiệp
Nguyễn Xuân là người ở huyện Tống Sơn, Thanh Hóa. Năm Kỷ Mùi (1799), ông đầu quân chúa Nguyễn Phúc Ánh. Sau nhiều lần đánh nhau với quân Tây Sơn, ông thăng dần lên chức cai đội.
Năm 1819 đời Gia Long (tức Nguyễn Phúc Ánh), ông được thăng Phó vệ úy.
Năm 1828 đời Minh Mạng, ông được bổ làm Chưởng vệ, quyền Chưởng kinh thành Đề đốc. Nhưng vì làm lỡ việc công phải giáng 4 cấp nhưng cho lưu dụng.
Năm 1833, cho ông giữ chức Hậu quân Thống chế doanh Thần Sách, cử vào Nam Kỳ sung làm Tham tán quân vụ đại thần, kiêm Tổng đốc Long Tường.
Khi ấy, Lê Văn Khôi đang nổi dậy ở Gia Định. Nhận lời cầu viện của thủ lĩnh này, vua Xiêm La cho 5 đạo quân cùng tiến sang lãnh thổ nước Việt vào cuối năm 1833.
Buổi đầu cản phá, nhờ cho quân mai phục ở bờ sông, Nguyễn Xuân thắng to, được nhà vua thưởng cho quân công. Nhưng sau đó, vì không giữ được thành Hà Tiên và Châu Đốc, ông bị giáng 2 cấp.
Cuối năm 1833, thủy quân Xiêm tiến xuống Thuận Cảng (sông Vàm Nao), tướng Trương Minh Giảng và ông chỉ huy quân đẩy lui được. Đầu năm 1834, quân Xiêm La theo ngả sông Tiền lại tiến xuống 2 lần nữa, nhưng lần nào cũng bị cản phá ở Cù Hu . Lập được công, Nguyễn Xuân được nhà vua phong cho tước bá, bổ làm Tiền quân Đô thống phủ Đô thống.
Sau khi truy đuổi quân xâm lấn tới tận Nam Vang (Chân Lạp), Nguyễn Xuân mang quân trở về Gia Định, lại được thăng thự Tiền quân Đô thống phủ Chưởng phủ sự, gia hàm Thái tử Thiếu bảo.
Tháng 7 năm 1835, Nguyễn Xuân cùng với các tướng lĩnh khác hội quân đánh chiếm được thành Phiên An, tiêu diệt hết quân và dân (1.831 người) ở trong thành.
Tháng 10, Nguyễn Xuân kéo đại quân về Kinh đô Huế, được ban tước hầu, gia hàm Thái tử Thái bảo.
Nhưng chẳng bao lâu thì ông lâm bệnh mất (1835). Vua được tin, nghỉ triều 3 ngày. Dụ Nội các rằng: "Nguyễn Xuân, tính vốn thuần cẩn, giữ phận mình không thay đổi, trước đây vâng lệnh đi đánh, thề một lòng đánh giặc cho vua, hai lần đánh bại giặc Xiêm, lấy lại được thành kiên cố, ba năm khó nhọc, lập được công to, sự nghiệp được ghi vào cờ cân thường, tước thưởng được dài mãi với non sông. Những mong được hưởng Phước lâu dài, nào ngờ mới bị bệnh, đã mất, nghe cáo phó, rớt nước mắt, thực đáng thương tiếc ! Vậy chuẩn cho thực thụ ngay, đặt cho tên thuỵ là Vũ Nghị, thưởng gấm hoa, nhiễu hoa, mỗi thứ 3 tấm, sa hoa 5 tấm, tiền 1 nghìn quan, cho 1 tuần tế. Khi đám tang về Thanh Hoa, chuẩn cho các địa phương ở dọc đường theo địa phận hạt mình, thuê dân hộ tống".
Thương tiếc, vua Minh Mạng chuẩn cho ông thực thụ chức Tiền quân Đô thống, ban tên thụy là Võ Nghị.
Năm 1838, nhà vua cho khắc tên ông đứng thứ nhì trên bia Võ công dựng ở trước sân Võ Miếu (Huế). Năm 1858, vua Tự Đức cho thờ ông trong đền Hiền Lương.
Một trong những người con của Nguyễn Xuân là Nguyễn Phú, được vua Thiệu Trị gả em gái là An Cát Công chúa Nhu Thục (con gái thứ chín của vua Minh Mạng) cho, phong làm Phò mã Đô úy. Năm Tự Đức thứ 2 (1849), Kỷ Dậu, phò mã Phú mất.

## Sách tham khảo
- Quốc sử quán triều Nguyễn, Đại Nam chính biên liệt truyện. Nhà xuất bản Văn Học, 2004.
- Trần Trọng Kim, Việt Nam sử lược. Nhà xuất bản Tân Việt, Sài Gòn, 1968.